# Чужой бумажник
«Чужой бумажник» — советский короткометражный фильм, комедия 1961 года по одноимённому рассказу Владимира Лифшица.
Фильм выходил и отдельно, и в «Сборнике комедийных фильмов» (1961) вместе с картинами «Самогонщики», «Водяной» и «Большие неприятности».

## Сюжет
Отдыхая в санатории на Южном берегу Крыма, Николай Никанорович Старосельцев находит на пляже чужой бумажник и отдает его администрации санатория для возврата владельцу. И тут он становится просто находкой для скучающих массовиков-затейников, демагогическая трескотня которых о его подвиге мешает ему нормально отдохнуть — Николай Никанорович не выдерживает, и до окончания путёвки убегает с курорта от внезапно свалившейся на него славы. В фильме есть музыкальные номера в исполнении М. Жарова.

## В ролях
- Михаил Жаров — Николай Никанорович Старосельцев
- Александр Бениаминов — массовик
- Павел Винник — баянист
- Нина Гребешкова — пионервожатая
- Нина Агапова — секретарь директора

Закадровый текст читает Юрий Яковлев.

## Критика
Фильм снят по одноимённому рассказу выступившего сценаристом Владимира Лифшица, впервые напечатанному в журнале «Крокодил» в 1959 году.
Фильм — одно из произведений созданной на «Мосфильме» специальной Экспериментальной мастерской комедийного фильма. В этой мастерской объединились писатели-юмористы и режиссёры-сатирики. Однако, эта, как ожидалось заведомо успешная затея не удалась, за исключением двух фильмов, к которым был отнесён и этот фильм:

И две комедии «Мосфильма»: «Самогонщики» и «Чужой бумажник» — это, так сказать, «остаточные» явления, последнее, что было сделано.— критик Н. Бабочкина, газета «Литература и жизнь» от 25 февраля 1962 года